# Solheim Cup
Solheim Cup är en lagtävling för damer inom det i grunden individuella spelet golf. Det är damernas motsvarighet till herrarnas Ryder Cup. USA möter ett sammansatt europeiskt lag i foursome- bästboll- och singelmatcher över tre dagars spel. Namnet kommer efter Karsten Solheim, som designade golfklubbor.
Den första tävlingen spelades 1990, och fram till 2002 spelades den jämna år. På grund av 11 september-attacken 2001, då Ryder Cup sköts upp från 2001 till 2002, flyttades Solheim Cup tillbaka ett år från 2004 till 2003 för att inte i framtiden kollidera med Ryder Cup.

## Resultat
| År           | Bana                                                               | Vinnare | Resultat  | Kaptener                      |
| ------------ | ------------------------------------------------------------------ | ------- | --------- | ----------------------------- |
| USA – Europa |                                                                    |         |           |                               |
| 1990         | Lake Nona Golf & Country Club Orlando, Florida                     | USA     | 11½ – 4½  | JoAnne Carner Mickey Walker   |
| 1992         | Dalmahoy Country Club Edinburgh, Skottland                         | Europa  | 11½ – 6½  | Kathy Whitworth Mickey Walker |
| 1994         | The Greenbrier White Sulphur Springs, West Virginia                | USA     | 13 – 7    | JoAnne Carner Mickey Walker   |
| 1996         | St Pierre Golf & Country Club Chepstow, Wales                      | USA     | 17 – 11   | Judy Rankin Mickey Walker     |
| 1998         | Muirfield Village Dublin, Ohio                                     | USA     | 16 – 12   | Judy Rankin Pia Nilsson       |
| 2000         | Loch Lomond Golf Club Dunbartonshire, Skottland                    | Europa  | 14½ – 11½ | Pat Bradley Dale Reid         |
| 2002         | Interlachen Country Club Edina, Minnesota                          | USA     | 15½ – 12½ | Patty Sheehan Dale Reid       |
| 2003         | Barsebäck GCC Barsebäck, Sverige                                   | Europa  | 17½ – 10½ | Patty Sheehan Catrin Nilsmark |
| 2005         | Crooked Stick Golf Club Carmel, Indiana                            | USA     | 15½ – 12½ | Nancy Lopez Catrin Nilsmark   |
| 2007         | Halmstad GK Halmstad, Sverige                                      | USA     | 16 – 12   | Betsy King Helen Alfredsson   |
| 2009         | Rich Harvest Farms Sugar Grove, Illinois                           | USA     | 16 – 12   | Beth Daniel Alison Nicholas   |
| 2011         | Killeen Castle Golf Resort Meath, Irland                           | Europa  | 15 – 13   | Rosie Jones Alison Nicholas   |
| 2013         | Colorado Golf Club Parker, Colorado                                | Europa  | 18 - 10   | Meg Mallon Liselotte Neumann  |
| 2015         | Golf Club Sankt Leon-Rot St. Leon-Rot, Baden-Württemberg, Tyskland | USA     | 14½ – 13½ | Juli Inkster Carin Koch       |
| 2017         | Des Moines Golf and Country Club Iowa, USA                         | USA     | 16½ – 11½ | Juli Inkster Annika Sörenstam |
| 2019         | Gleneagles Auchterarder, Skottland                                 | Europa  | 14½ – 13½ | Juli Inkster Catriona Matthew |
| 2021         | Inverness Club Ohio, USA                                           | Europa  | 15 – 13   | Pat Hurst Catriona Matthew    |
| 2023         | Finca Cortesín Golf Club Casares, Spanien                          | Europa  | 14 – 14   | Stacy Lewis Suzann Pettersen  |
| 2024         | Robert Trent Jones Golf Club Gainesville, USA                      | USA     | 15½ – 12½ | Stacy Lewis Suzann Pettersen  |

### Fotnoter
1. ↑  Mattias Stetz (7 mars 2002). ”Solheim Cup på Barsebäck redan 2003” (på svenska). Kristianstadsbladet. http://www.kristianstadsbladet.se/sport/solheim-cup-pa-barseback-redan-2003/. Läst 21 augusti 2017.
2. ↑  ”Solheim Cup till Sverige redan 2003”. Golf. 11 mars 2002. Arkiverad från originalet den 13 mars 2016. https://web.archive.org/web/20160313133142/http://xs2010xrt.golf.se/extra/news/?module_instance=1&id=6513. Läst 30 oktober 2015.